# Катастрофа DC-7 в Бордо
Катастрофа DC-7 в Бордо — крупная авиационная катастрофа, произошедшая 24 сентября 1959 года. Авиалайнер Douglas DC-7C авиакомпании Transports Aériens Intercontinentaux (TAI) выполнял регулярный межконтинентальный рейс TAI307 по маршруту Париж—Бордо—Бамако—Абиджан, но всего через 1 минуту после вылета из Бордо врезался в деревья и разрушился. Из находившихся на его борту 65 человек (56 пассажиров и 9 членов экипажа) выжили 11.

## Самолёт
Douglas DC-7C (регистрационный номер F-BIAP, заводской 45366, серийный 892) был выпущен в 1957 году. 9 ноября того же года был передан авиакомпании Transports Aériens Intercontinentaux (TAI). Оснащён четырьмя турбовинтовыми двигателями Wright R-3350 (988TC18) Duplex-Cyclone. На день катастрофы налетал 5844 часа.

## Экипаж
- Командир воздушного судна (КВС) — 40-летний Морис Вергес (фр. Maurice Verges). Очень опытный пилот, в авиакомпании TAI проработал 8 лет и 3 месяца (с 12 июня 1951 года). Налетал 11 704 часа, 479 из них на Douglas DC-7.
- Второй пилот — 32-летний Жан Бушо (фр. Jean Bouchot). Очень опытный пилот, в авиакомпании TAI проработал 1 год и 5 месяцев (с 14 апреля 1958 года); ранее работал в авиакомпаниях Air France и Air Algérie. Налетал 10 829 часов, 312 из них на Douglas DC-7.
- Штурман — 28-летний Рене Урбан (фр. René Urban). В авиакомпании TAI проработал 2 года и 2 месяца (с июля 1957 года). Налетал 6801 час, 542 из них на Douglas DC-7.
- Штурман-стажёр — 26-летний Жак Оре (фр. Jacques Hauray). Налетал 194 часа, 110 из них на Douglas DC-7.
- Бортинженер — 32-летний Ив Госс (фр. Yves Gosse). В авиакомпании TAI проработал 3 года и 8 месяцев (с 15 января 1956 года). Налетал 3845 часов, 337 из них на Douglas DC-7.
- Бортинженер-стажёр — 37-летний Раймон-Мари Савина (фр. Raymond-Marie Savina). В авиакомпании TAI проработал 2 года и 3 месяца (с 9 июня 1958 года). Налетал 1893 часа, 16 из них на Douglas DC-7.
- Бортпроводники:
  - Жак Жоссель (фр. Jacques Joessel), 30 лет.
  - Андре Попи (фр. André Paupy), 28 лет.
  - Шанталь Перро де Жотем (фр. Chantal Perrault de Jotemps), 35 лет.

## Катастрофа
Рейс TAI307 приземлился в аэропорту Бордо около 21:00 UTC после перелёта из Парижа, чтобы затем вылететь в Абиджан (Берег Слоновой Кости) со второй промежуточной посадкой в Бамако (Мали). На момент вылета в районе аэропорта Бордо наблюдался ветер со скоростью 1,5 м/сек и лёгкой моросью, которая существенно не ограничивала видимость. Рейс 307 вылетел из Бордо в 22:23, но после взлёта набрал высоту 30 метров и не смог подняться выше, и всего через 1 минуту после взлёта (в 22:24 UTC) врезался в сосновый лес в 2950 метрах после торца ВПП.
От удара о деревья фюзеляж лайнера разорвало на части и некоторых пассажиров выбросило из салона. На месте катастрофы возник пожар. Из-за темноты и отсутствия дорог в районе места катастрофы спасателям было трудно добраться до неё; их транспортные средства не смогли подъехать к месту падения самолёта ближе, чем на 800 метров. 12 выживших пассажиров были доставлены в больницу в Бордо, где 1 пассажир позже скончался. Всего в катастрофе погибли 54 человека (все 9 членов экипажа и 45 пассажиров).

## Расследование
Расследование причин катастрофы TAI307 проводило Бюро по расследованию и анализу безопасности гражданской авиации (BEA).
Окончательный отчёт расследования был опубликован 21 октября 1960 года.
Согласно отчёту, катастрофа рейса TAI307 произошла из-за сочетания нескольких факторов. Реконструкция полёта показала, что с увеличением скорости лайнера его скорость набора высоты уменьшилась. Ввиду быстрой последовательности событий на этом этапе, а также быстрого изменения параметров полёта, отсутствия точности показаний некоторых приборов и отсутствия визуальных ориентиров пилоты начали непроизвольное снижение самолёта. Также в момент набора высоты не поддерживалась оптимальная скорость набора высоты и пилоты также не следили за данными высотомера.